# VDS-003
 (octobre 2022).
Le VDS-003 était un prototype sportif américain à roues fermées, conçu, développé et construit par le Racing Team VDS, pour la série Can-Am, en 1983. Il n' a participé qu'à une seule course de voitures de sport, la manche Can-Am de Lime Rock Park en 1983 (en). Elle était pilotée par Phil Compton pour Norwood-Walker Racing, mais a été impliquée dans un accident lors de la séance d'essais de la course. Par conséquent, elle est partie à la dernière place et n'a pas pris le départ de la course. Il a ensuite été décidé de retirer la voiture et de la remplacer par la 002 (en), beaucoup plus performante, dans laquelle le pilote Michael Roe a remporté le championnat l'année suivante (en). Tout comme ses prédécesseurs, elle était équipée d'un Chevrolet small-block engine,.